# 凱戈鎮區 (明尼蘇達州卡斯縣)
凱戈鎮區（英語：Kego Township）是一個位於美國明尼蘇達州卡斯縣的行政鎮區。

## 人口
根據2020年美國人口普查的數據，凱戈鎮區的面積為93.80平方千米，當中陸地面積為81.80平方千米，而水域面積為12.00平方千米。當地共有人口613人，而人口密度為每平方千米7人。